# Diócesis de Xiwanzi
La diócesis de Xiwanzi, de Siwantze o de Chongli-Xiwanzi (en latín: Dioecesis Sivanzeana y en chino: 天主教西湾子教区) es una circunscripción eclesiástica de la Iglesia católica en China. Se trata de una diócesis latina, sufragánea de la arquidiócesis de Suiyuan. Desde el 9 de marzo de 2011 es sede vacante, aunque para el Anuario Pontificio lo es desde el 6 de noviembre de 1988. La Asociación Patriótica Católica China la fusionó en 1980 con la diócesis de Xuanhua para erigir la diócesis de Zhangjiakou, sin asentimiento de la Santa Sede

## Territorio y organización
La diócesis tiene 250 000 km² y extiende su jurisdicción sobre los fieles católicos de rito latino residentes en:
- en la región autónoma de Mongolia Interior la mayor parte de la liga Xilin Gol;
- en la provincia de Hebei parte de la ciudad prefectura de Zhangjiakou.

Limita con la arquidiócesis de Suiyuan; con las diócesis de Jining, Siping, Rehe y Xuanhua; con el vicariato apostólico de Qiqihar; y con las prefecturas apostólicas de Lindong y Ulán Bator.
La sede de la diócesis se encuentra en la ciudad de Xiwanzi, en el distrito de Chongli de la ciudad prefectura de Zhangjiakou, en donde se hallaba la catedral, demolida por los guardias rojos durante la Revolución Cultural.
Para 1950 el Anuario Pontificio no publicó el número de parroquias.

## Historia
La misión en Mongolia, correspondiente a Mongolia Interior y al estado independiente de Mongolia (llamado entonces Mongolia Exterior), dependía de la diócesis de Pekín. Entre 1830 y 1834 la misión creció en importancia con la fundación de la comunidad cristiana de Xiwanzi.
El 8 de noviembre de 1838 Mongolia y Manchuria fueron separadas de la diócesis de Pekín y erigidas en vicariato apostólico autónomo con el nombre de Liaotung o Manchuria (hoy arquidiócesis de Fengtian). La obra de evangelización fue encomendada a la Sociedad de las Misiones Extranjeras de París.
Posteriormente, el 28 de agosto de 1840, Mongolia fue separada de Manchuria y erigida en vicariato apostólico con el breve Cum per similes del papa Gregorio XVI, confiado a los misioneros lazaristas.
El primer vicario apostólico fue Joseph-Martial Mouly, quien, sin embargo, no fue consagrado hasta 1842 y cuatro años más tarde se convirtió en administrador apostólico de la diócesis de Pekín. De hecho, el vicariato apostólico fue confiado a varios provicarios, hasta que el 7 de septiembre de 1864 los lazaristas abandonaron la misión, que fue confiada a los misioneros de Scheut.
El 11 de diciembre de 1883 el vicariato apostólico de Mongolia se dividió en tres partes y se erigieron tres vicariatos apostólicos distintos: Mongolia Sudoccidental (hoy arquidiócesis de Suiyuan), Mongolia Central y Mongolia Oriental (hoy diócesis de Rehe).
El 12 de diciembre de 1914 se restablecieron las fronteras entre los vicariatos de Mongolia Central y Mongolia Oriental con el decreto Decrevit haec de la Sagrada Congregación para la Propagación de la Fe.
El 14 de marzo de 1922 el vicariato apostólico de Mongolia Central cedió parte de su territorio para la erección de la misión sui iuris de Mongolia Exterior (hoy prefectura apostólica de Ulán Bator) mediante el breve In catholicae Ecclesiae del papa Pío XI) y al mismo tiempo asumió el nuevo nombre de vicariato apostólico de Chahaer (o Tchagar).
El 3 de diciembre de 1924 se produjo un nuevo cambio de nombre y el vicariato apostólico tomó el nombre de Xiwanzi (Siwantze) en virtud del decreto Vicarii et Praefecti de la Congregación de Propaganda Fide. El 8 de febrero de 1929 cedió parte de su territorio para la erección del vicariato apostólico de Jining (hoy diócesis de Jining) mediante el breve Ex apostolico munere del papa Pío XI.
El 11 de abril de 1946 el vicariato apostólico fue elevado a diócesis con la bula Quotidie Nos del papa Pío XII.
El 24 de diciembre de 1949 el Partido Comunista de China capturó Zhangjiakou, se impuso en la guerra civil y proclamó la República Popular China el 1 de octubre de 1949. El 4 de septiembre de 1951 China comunista expulsó al nuncio apostólico Antonio Riberi y la Santa Sede continuó reconociendo a la República de China en Taiwán como el legítimo gobierno chino. Todos los misioneros extranjeros fueron expulsados de China comunista en 1952.
La Asociación Patriótica Católica China fue creada con el apoyo de la Oficina de Asuntos Religiosos de la República Popular de China en 1957, con el objetivo de controlar las actividades de los católicos en China. Su nombre público es Iglesia católica china y es referida como la "Iglesia oficial" en contraposición a la "Iglesia subterránea" o "Iglesia clandestina" leal a la Santa Sede.
En el período de 1966 a 1976 la Revolución Cultural se ensañó especialmente contra la religión, destruyéndose numerosas iglesias y cesaron todas las actividades religiosas en la diócesis. La diócesis reasumió sus actividades en la década de 1980.
En 1980 el gobierno chino unió por su propia autoridad las diócesis de Xiwanzi y la de Xuanhua, dando origen al nuevo distrito eclesiástico de Zhangjiakou, no reconocido por la Santa Sede.
El obispo auxiliar Leo Yao Liang fue ordenado clandestinamente en 2002. Actuó como auxiliar de la diócesis, fue arrestado y encarcelado varias veces por su negativa a unirse a la Asociación Patriótica Católica China. Falleció el 30 de diciembre de 2009.
El 22 de septiembre de 2018 se firmó en Pekín el Acuerdo provisional entre la Santa Sede y la República Popular de China sobre el nombramiento de los obispos. El 22 de octubre de 2020 el acuerdo fue prorrogado por otros dos años y en octubre de 2022 por otros dos años más.
Debido a la situación particular de la Iglesia católica en China, la Santa Sede no nombra obispos para las diócesis chinas, que son sedes oficialmente vacantes incluso en presencia de obispos reconocidos por Roma.

## Estadísticas
Según el Anuario Pontificio 1951 la diócesis tenía a fines de 1950 un total de 40 725 fieles bautizados.
| Año                                                                             | Población            | Población | Población      | Sacerdotes | Sacerdotes    | Sacerdotes    | Bautizados por sacerdote | Diáconos permanentes | Religiosos | Religiosos | Parroquias |
| Año                                                                             | Bautizados católicos | Total     | % de católicos | Total      | Clero secular | Clero regular | Bautizados por sacerdote | Diáconos permanentes | Varones    | Mujeres    | Parroquias |
| ------------------------------------------------------------------------------- | -------------------- | --------- | -------------- | ---------- | ------------- | ------------- | ------------------------ | -------------------- | ---------- | ---------- | ---------- |
| 1950                                                                            | 40 725               | 700 000   | 5.8            | 72         | 33            | 39            | 565                      |                      |            | 83         |            |
| Fuente: Catholic-Hierarchy, que a su vez toma los datos del Anuario Pontificio. |                      |           |                |            |               |               |                          |                      |            |            |            |

## Episcopologio
Vicarios apostólicos de Mongolia

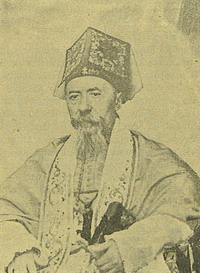
Joseph-Martial Mouly (1807-1868), primer vicario apostólico de Mogolia, actual diócesis de Xiwanzi

- Joseph-Martial Mouly, C.M. † (28 de agosto de 1840-30 de mayo de 1856 nombrado vicario apostólico de Ce-li Settentrional)
- Florent Daguin, C.M. † (17 de julio de 1857-29 de mayo de 1859 falleció)
  - Sede vacante (1859-1874)

Vicario apostólico de Mongolia Central
- Jacques Bax, C.I.C.M. † (22 de octubre de 1874-4 de enero de 1895 falleció)

Vicarios apostólico de Chahaer
- Jerome Van Aertselaer, C.I.C.M. † (1 de mayo de 1898-12 de enero de 1924 falleció)
- Everard Ter Laak, C.I.C.M. † (12 de enero de 1924 por sucesión-5 de mayo de 1931 falleció)

Vicarios apostólicos de Xiwanzi
- Leon Jean Marie De Smedt, C.I.C.M. † (14 de diciembre de 1931-11 de marzo de 1946 nombrado obispo diocesano)

Obispos de Xiwanzi
- Leon Jean Marie De Smedt, C.I.C.M. † (11 de marzo de 1946-24 de noviembre de 1951 falleció)
- Melchior Chang K'o-hing (Zhang Ke-xing) † (24 de noviembre de 1951 por sucesión-6 de noviembre de 1988 falleció)
  - Sede vacante
  - Pan Shao-qing † (20 de abril de 1958 consagrado-5 de febrero de 1983 falleció)
  - Andreas Hao Jinli † (6 de noviembre de 1988-9 de marzo de 2011 falleció)[17]